# 64
| [ Edytuj tabelę ] |                       |
| Cesarz Chin       | - 57 Han Mingdi 75    |
| Władca Korei      | - 53 T’aejodae 146    |
| Król Nabatei      | - 40 Malichus II 70   |
| Papież            | - 33 Piotr Apostoł 67 |
| Król Partów       | - 51 Wologazes I 78   |
| Cesarz Rzymu      | - 54 Neron 68         |

Rok 64 / LXIV
stulecia: I wiek p.n.e. ~
I wiek ~
II wiek

lata: 54 «
59 «
60 «
61 «
62 «
63 «
64
» 65
» 66
» 67
» 68
» 69
» 74

## Wydarzenia
- 18/19 lipca – wielki pożar Rzymu za Nerona.
- Początek prześladowania chrześcijan.
- Rekonesans wysłanników Nerona w dolinę górnego Nilu.
- Neron rozpoczął budowę Domus Aurea – wielkiego kompleksu pałacowego w centrum Rzymu.
- Pierwsi misjonarze buddyjscy przybyli z Indii do Chin.

## Urodzili się
- Julia Flawia, córka przyszłego cesarza Tytusa

## Zmarli
- św. Piotr, pierwszy papież (data sporna lub przybliżona)